# Schott el Hodna
Der Schott el Hodna ist ein Salzsee (Schott) im Inneren von Algerien.

## Beschreibung
Er liegt zwischen dem Tellatlas im Norden und dem Saharaatlas im Süden und ist der östlichste und mit ca. 371 m der am tiefsten gelegene Schott im Hochland der Schotts. Er erstreckt sich über etwa 80 km mal 16 km. 
Der Schott el Hodna ist ein ökologisch wichtiges Feuchtgebiet.

## Archäologie
Archäologische Zeugnisse lassen auf eine Besiedlung in römischer Zeit schließen.